# سن سلوو
سن سلوو (به ایتالیایی: San Salvo) یک کومونه در ایتالیا است که در استان کییتی واقع شده‌است.

## خصوصیات
سن سلوو ۱۹٫۵۱ کیلومترمربع مساحت و ۱۸٬۶۴۶ نفر جمعیت دارد و ۱۰۰ متر بالاتر از سطح دریا واقع شده‌است.

## خواهرخوانده
شهرهای Saint-Nicolas-de-Port، City of Swan و سیکشفهروار خواهرخوانده‌های سن سلوو هستند.